# 仮声帯
仮声帯（かせいたい、喉頭前庭ヒダ、前庭ヒダ）は、喉頭蓋の付着部のすぐ下、声帯突起のすぐ上にあって、甲状軟骨の角の部分と披裂軟骨の前横の面を結ぶ繊維状の組織により狭い隙間を囲む、2つの深い粘膜のヒダの内の一つである。
粘膜に包まれたこの靱帯の下縁は、喉頭室の上部の境界を構成する半月形の縁を形成する。
仮声帯の重要な役割として、呼吸や発声の際に食物や飲料が気道に入らないようにすることがある。 癌の治療として喉頭蓋を除去すると、喉頭蓋がある場合と違い窒息しない。
仮声帯は通常の発声では大きな役割を果たしていない。しかし、チベットのシャントやフーメイでは、低く響き渡る口調を生じるのに用いられる。同様に、ヘヴィメタルのいくつかの形で用いるスクリーミング唱法やデスヴォイス唱法、黒人音楽でのブロウと呼ばれる唱法でも用いられる。声帯と仮声帯の両方から同時に発声すると二重声を生じる。 
声帯の表面が重層扁平上皮により階層化されているのに対し、仮声帯の表面の大部分は多列線毛上皮であり、先端部分や披裂喉頭蓋ヒダに繋がる部分では重曹扁平上皮に移行している。

## 追加画像

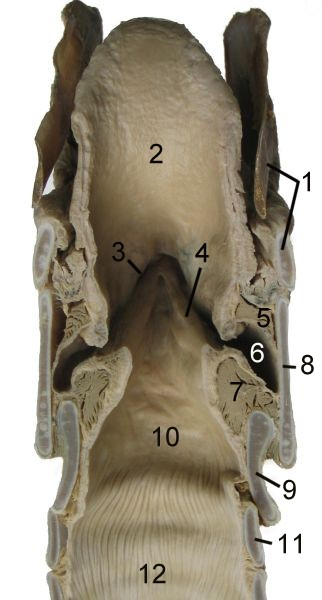
馬の喉頭の断面図:
1 舌骨
2 喉頭蓋
3 仮声帯(Plica vestibularis)
4 声帯(Plica vocalis)
5 室筋
6 喉頭室 (Ventriculus laryngis)
7 声帯筋
8 喉頭隆起 (thyroid cartilage)
9 輪状軟骨 (cricoid cartilage)
10 声門下腔
11 第1気管軟骨
12 気管 (Trachea)

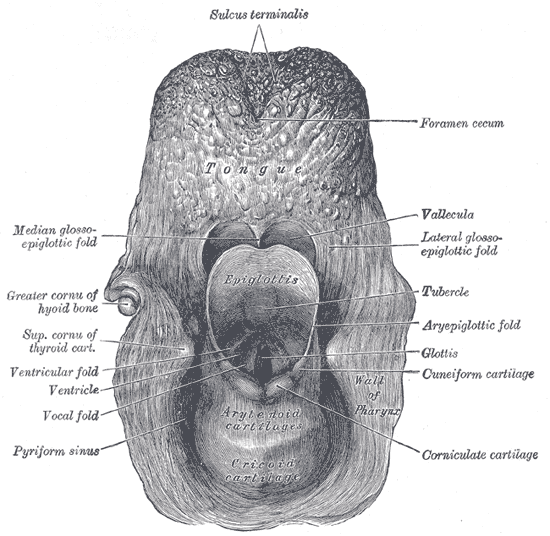
喉頭の入口の後面像